# Атанов, Геннадий Алексеевич
Геннадий Алексеевич Атанов (1 сентября 1939 — 20 мая 2019) — доктор физико-математических наук, кандидат технических наук, академик Академии наук высшей школы Украины.

## Биография
Родился в Донецке 1 сентября 1939.
Отец — Атанов Алексей Гаврилович, родился 5 февраля 1903 года в селе Кшень Тимского уезда Курской губернии в семье крестьянина-бедняка. Умер 8 февраля 1988 года в Александрии Кировоградской области, Украина, где и похоронен.
Мать — Атанова (девичья фамилия — Леньшина) Олимпиада Алексеевна, родилась 11 августа 1903 года в селе Кшень Тимского уезда Курской губернии. Умерла 30 марта 1985 года в Александрии Кировоградской области, Украина, где и похоронена.
В 1952 году Геннадий Атанов вместе с семьёй переезжает из Катыка (Шахтёрска) Сталинской области в город Александрию Кировоградской области, куда направили на работу его отца.
Геннадий Атанов выпускник Александрийской средней школы им. Максима Горького.
Закончил Харьковский авиационный институт в 1963 году. После его окончания работал в городе Петропавловске в Казахстане.
С 1966 по 1999 год работал в Донецком государственном университете. Заведовал кафедрой общей физики и дидактики физики.
Один из основателей Донецкого открытого университета и его дочернего предприятия Донецкого института социального образования. Был ректором Донецкого института социального образования с 1997 по 2000 год. С 2000 года стал директором Донецкого открытого университета.
Член совета директоров Международной ассоциации по водоструйным технологиям, секретариата национального комитета Украины по прикладной и теоретической механике, Международного совета по искусственному интеллекту в обучении, Международной ассоциации по компьютеризации обучения.
Написал 6 монографий, имеет более 140 публикаций по гидродинамике и более 80 публикаций по дидактике.
Увлекается рыбалкой. Выловил на квок сома — рекордного для Советского союза. Описал метод ловли крупной рыбы в статье «Ловля сома на квок», которая была опубликована в журнале «Рыболов-спортсмен». Рыбаки этот метод называют «метод Атанова».
Умер 20 мая 2019 г.

### Публикации Г. Атанова
- А ученому, как соловью, — песня?.. Архивировано из оригинала 12 марта 2007 года.
- Дидактика и проблемы обучения в вузе. Архивировано 30 ноября 2012 года.
- Поговорим о квоке.